# Carat (Kauman)
Carat is een bestuurslaag in het regentschap Ponorogo van de provincie Oost-Java, Indonesië. Carat telt 3227 inwoners (volkstelling 2010).